# Губин, Иван Архипович
Иван Архипович Губин — советский военачальник, партийный и государственный деятель, участник Великой Отечественной войны, Член Военного совета-начальник Политуправлений ПрибВО (1971) и ГСВГ (1981). Генерал-полковник (1978).

## Биография

### Начальная биография
Родился в 1922 году в деревне Слепые Ореховской волости Ардатовского уезда Нижегородской губернии, ныне Дивеевского района Нижегородской области. Русский.
Член КПСС с 1941 года. Окончил Глуховскую неполную среднюю школу. Работал техником-дорожником.

### В Великую Отечественную войну
С 1942 года на военной службе. Участник Великой Отечественной войны. Воевал на Западном (с 20.06.1942), Воронежском (с 11.01.1943), Брянском, Центральном и 1-м Украинском фронтах. Принимал участие во многих крупнейших операциях войны, в том числе в Среднедонской операции, в Курской битве, в Львовско-Сандомирской, Висло-Одерской, Берлинской, Пражской операциях.
Войну начал рядовым красноармейцем. С июня 1943 года работал комсоргом 324 отдельного батальона связи, награждён медалью «За боевые заслуги». С 24 июля 1944 года работал комсоргом 156-го отдельного полка связи 69-й армии награждён орденом Красной Звезды, помощником начальника политотдела по работе среди комсомольцев 312-й стрелковой дивизии (капитан). Закончил войну заместителем командира полка по политической части.

### После войны

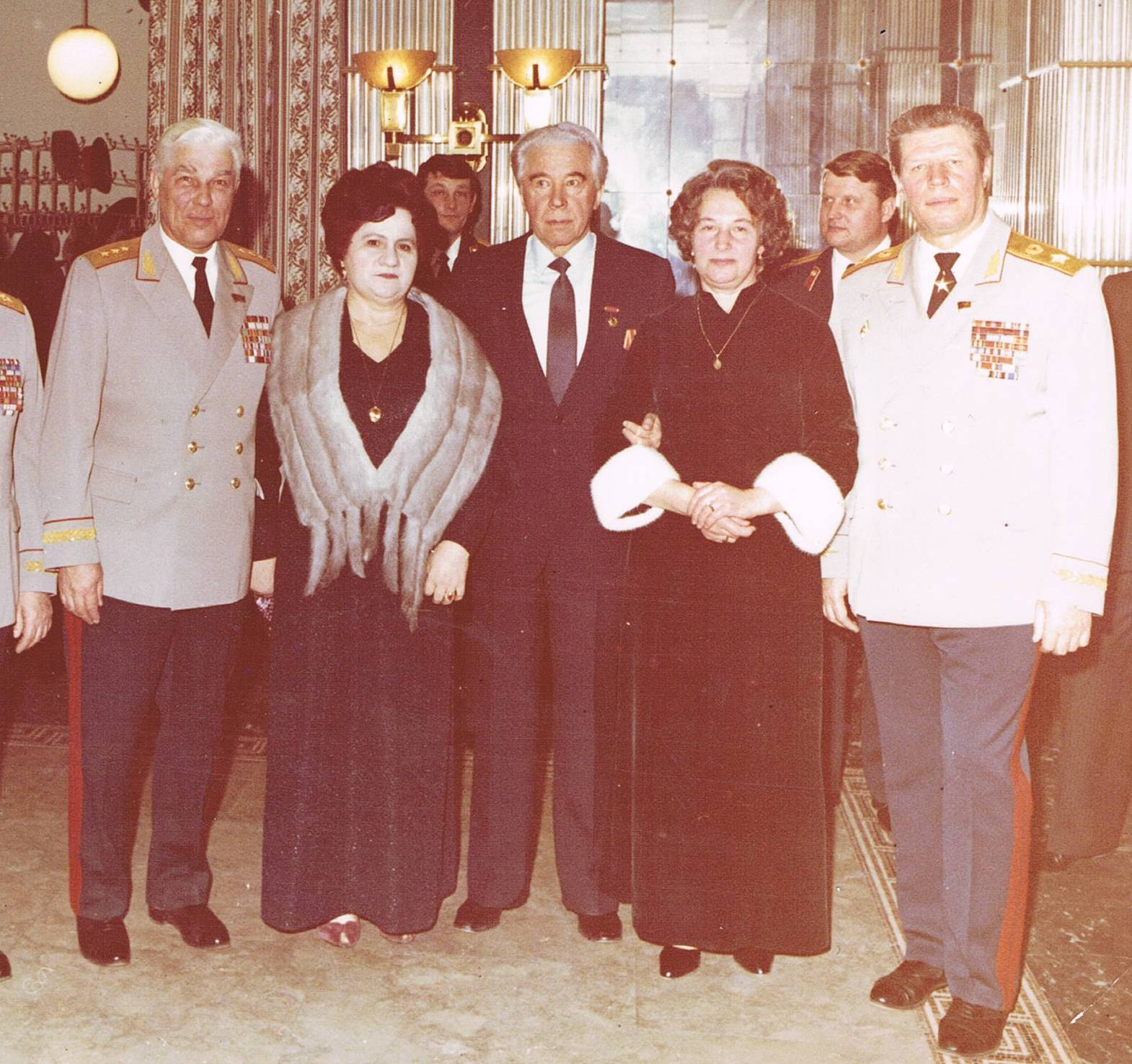
Член ВС ГСВГ Губин И. А. с супругой Посол СССР в ГДР Абрасимов П. А., Зайцева М. И. и Главком Зайцев М. М. Советское посольство, Берлин, 1981 год.

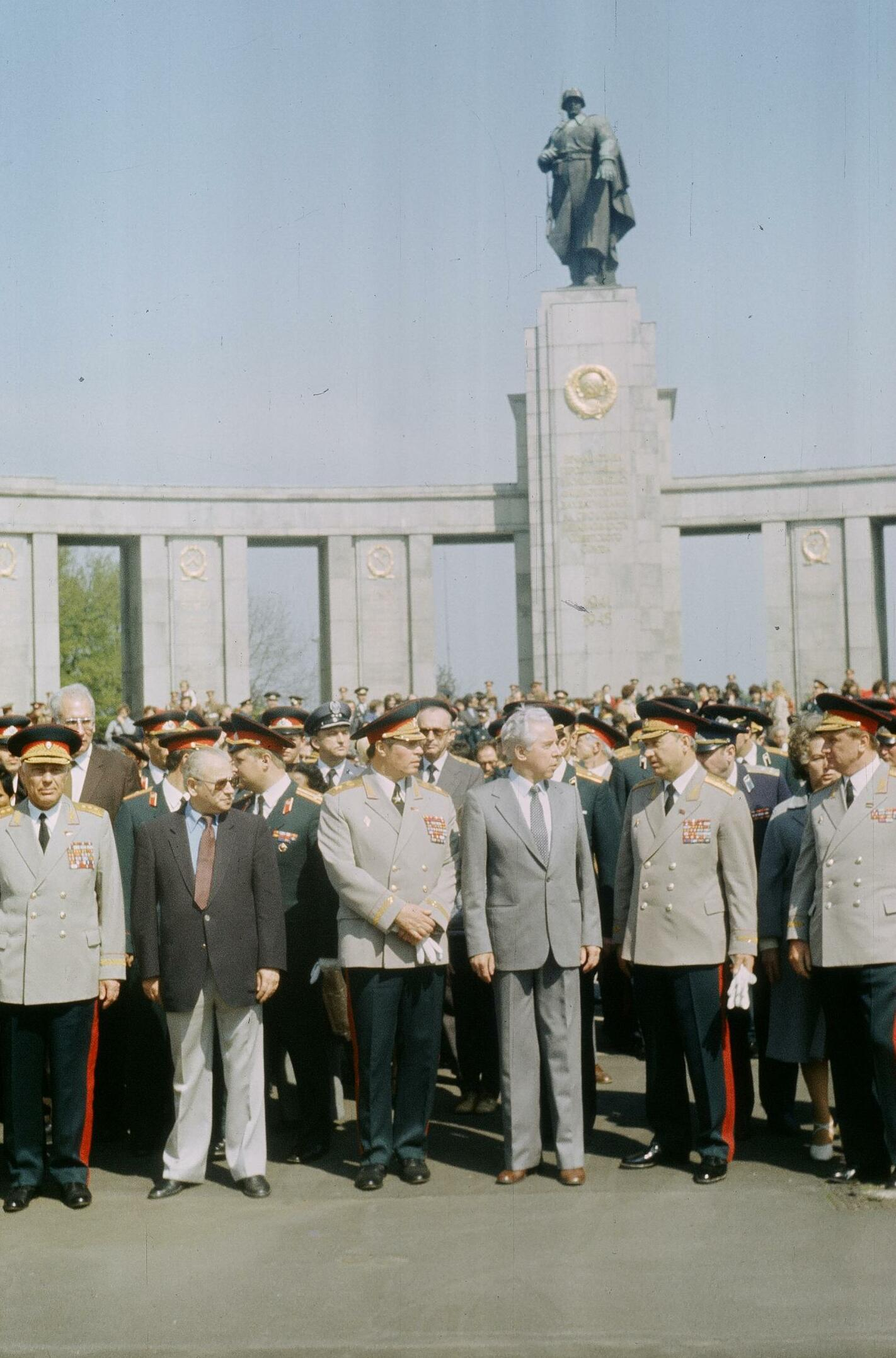
Член ВС ГСВГ Губин И. А. (слева) у памятника павшим Советским воинам в Западном Берлине (Тиргартен) 8 мая 1982 года.

С 1946 года в аппарате Политуправления Советской военной администрации в Германии.
Окончил Военно-Политическую академию имени В. И. Ленина.
С 1951 года на различных должностях в войсках Краснознамённого Прибалтийского военного округа.
В 1962—1967 годах — заместитель; первый заместитель начальника политотдела армии;
С 1967 года член Военного совета-начальник политотдела 11-й гвардейской армии.
С 1970 года — первый заместитель начальник Политуправления Краснознамённого Прибалтийского военного округа.
1971 — январь 1981 года — член Военного совета — начальник Политуправления Краснознамённого Прибалтийского военного округа. Генерал-лейтенант, с 1978 года Генерал-полковник.
С января 1981 года по июль 1982 года — член Военного совета — начальник Политического управления Группы советских войск в Германии.
Избирался депутатом Верховного Совета Латвийской ССР 9-го и 10-го созывов.
Член Мандатной комиссии Верховного Совета Латвийской ССР. Член ЦК Компартии Латвии.
Член Центральной ревизионной комиссии, избранной XXVI съездом КПСС 23.2.1981.
Жил и служил в городе Риге Латвийской ССР.
Умер 2 июля 1982 года. Похоронен в Риге на кладбище Райниса.

## Звания
- Полковник
- Генерал-майор (25.10.1967)
- Генерал-лейтенант (04.11.1973)
- Генерал-полковник (30.10.1978)[8].

## Награды
Ордена:
- орден Октябрьской Революции (1981)[2];
- орден Красного Знамени (1967);
- орден Отечественной войны I степени (01.06.1945)[9];
- орден Красной Звезды (20.02.1944);
- орден Красной Звезды (23.02.1945);
- орден Красной Звезды (1972)[1];
- орден «За службу Родине в Вооружённых Силах СССР» 3 степени (30.04.1975)[1].

Медали, в том числе:
- «За боевые заслуги» (04.11.1944; 1953)[1];
- «За освобождение Варшавы» (1945);
- «За освоение целинных земель» (1967)[1];
- «За победу над Германией в Великой Отечественной войне 1941—1945 гг.»;
- юбилейная медаль ЧССР «50 лет Коммунистической партии Чехии» (1970)

и другие.

## Память
- В Риге на кладбище Райниса установлен надгробный памятник.
- Имя воина увековечено в Главном Храме Вооружённых сил России и на мемориале «Дорога памяти»[1].